# Liste der Herrscher namens Maximilian
Maximilian hießen folgende Herrscher:

## Maximilian I.
- Maximilian I. (HRR) (1459–1519), Kaiser des Heiligen Römischen Reiches
- Maximilian I. (Bayern) (1573–1651), Kurfürst von Bayern
- Maximilian (Hohenzollern-Sigmaringen) (1636–1689), Fürst von Hohenzollern-Sigmaringen
- Maximilian I. Joseph (Bayern) (1756–1825), König von Bayern, davor Herzog, Pfalzgraf, Kurfürst Maximilian IV.
- Maximilian I. (Mexiko) (1832–1867), Erzherzog Ferdinand Maximilian von Österreich, Kaiser von Mexiko

## Maximilian II.
- Maximilian II. (HRR) (1527–1576), Kaiser des Heiligen Römischen Reiches und Erzherzog von Österreich
- Maximilian II. (Tirol) (1558–1618), siehe Maximilian III. (der Deutschmeister)
- Maximilian II. Emanuel (Bayern) (der Großmütige; 1662–1726), Kurfürst von Bayern
- Maximilian II. Franz  (1756–1801), Erzbischof und Kurfürst von Köln, siehe Maximilian Franz von Österreich
- Maximilian II. Joseph (Max II.; 1811–1864), König von Bayern

## Maximilian III.
- Maximilian III. (der Deutschmeister) (1558–1618), Regent in Innerösterreich, als Maximilian II. Erzherzog von Tirol
- Maximilian III. Joseph (Max III. Joseph; 1727–1777), Herzog und Kurfürst von Bayern

## Maximilian IV.
- Maximilian IV. Joseph von Bayern, bis 1756 Herzog, Pfalzgraf und Kurfürst ist König Maximilian I. Joseph (Bayern)

## Sonstige weltliche Regenten
- Maximilian Sforza, 1512–1515 Herzog von Mailand
- Maximilian von Egmond, 1540–1548 Graf von Büren
- Maximilian Joseph von Pfalz-Zweibrücken, 1799–1806 Herzog von Berg ist Maximilian I. Joseph (Bayern)
- Maximilian von Baden, Prinz, 1918 Reichskanzler, 1928–1929 Markgraf

## Kirchliche Herrscher (Erzbischöfe, Ordensmeister)
- Maximilian Heinrich von Bayern (1621–1688), 1650–1688 Erzbischof und Kurfürst von Köln, Fürstbischof von Hildesheim, Lüttich und Münster
- Maximilian Friedrich von Königsegg-Rothenfels, 1761–1784 Erzbischof und Kurfürst von Köln
- Maximilian Franz von Österreich, 1756–1801 Erzbischof und Kurfürst von Köln
- Maximilian Joseph von Österreich-Este, 1782–1863 kaiserlicher Generalmajor, 1835–1863 Hochmeister des Deutschen Ordens
- Maximilian Joseph von Tarnóczy, 1851–1876 Erzbischof von Salzburg